# 巴尔戈
巴尔戈（法語：Balgau，法語發音：[balɡo] ⓘ 或 [balɡau]）是法国上莱茵省的一个市镇，属于科尔马-里博维莱区。

## 地理
巴尔戈（47°55'41"N, 7°32'24"E）面积9.49 平方千米，位于法国大東部大區上莱茵省，该省份为法国东部内陆省份，是阿尔萨斯的一部分，今与下莱茵省组成了阿尔萨斯欧洲集体，其北临下莱茵省，西接孚日省，西南接贝尔福地区省，东侧沿莱茵河与德国相望，南与瑞士接壤。
与巴尔戈接壤的市镇（或旧市镇、城区）包括：南布桑、伊尔茨费尔登、费瑟奈姆。
巴尔戈的时区为UTC+01:00、UTC+02:00（夏令时）。

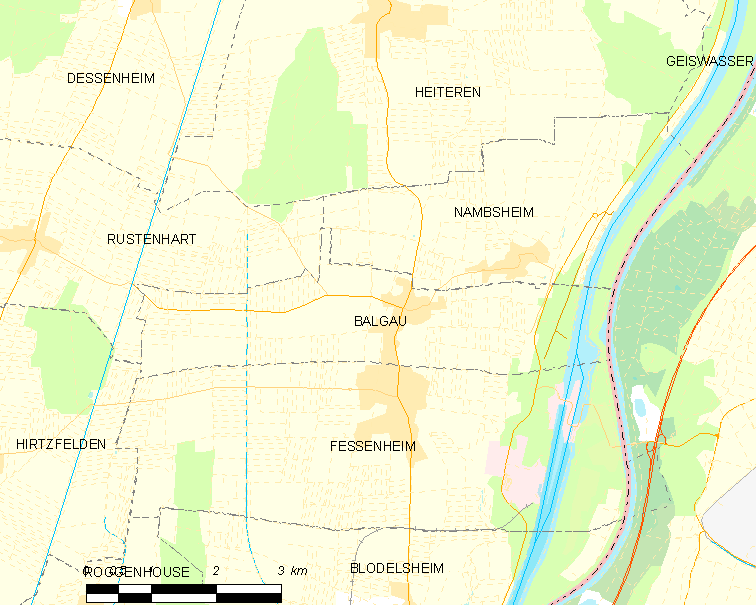
巴尔戈的OSM定位图

## 行政
巴尔戈的邮政编码为68740，INSEE市镇编码为68016。

## 政治
巴尔戈所属的省级选区为恩西赛姆县。

## 人口

1962-2008年间巴尔戈人口变化图示

巴尔戈于2022年1月1日时的人口数量为940人。